# Francisco Bushell

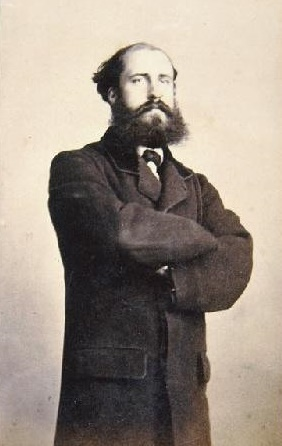
Francisco Bushell, fotografía de J. Laurent. Museo de Historia de Madrid.

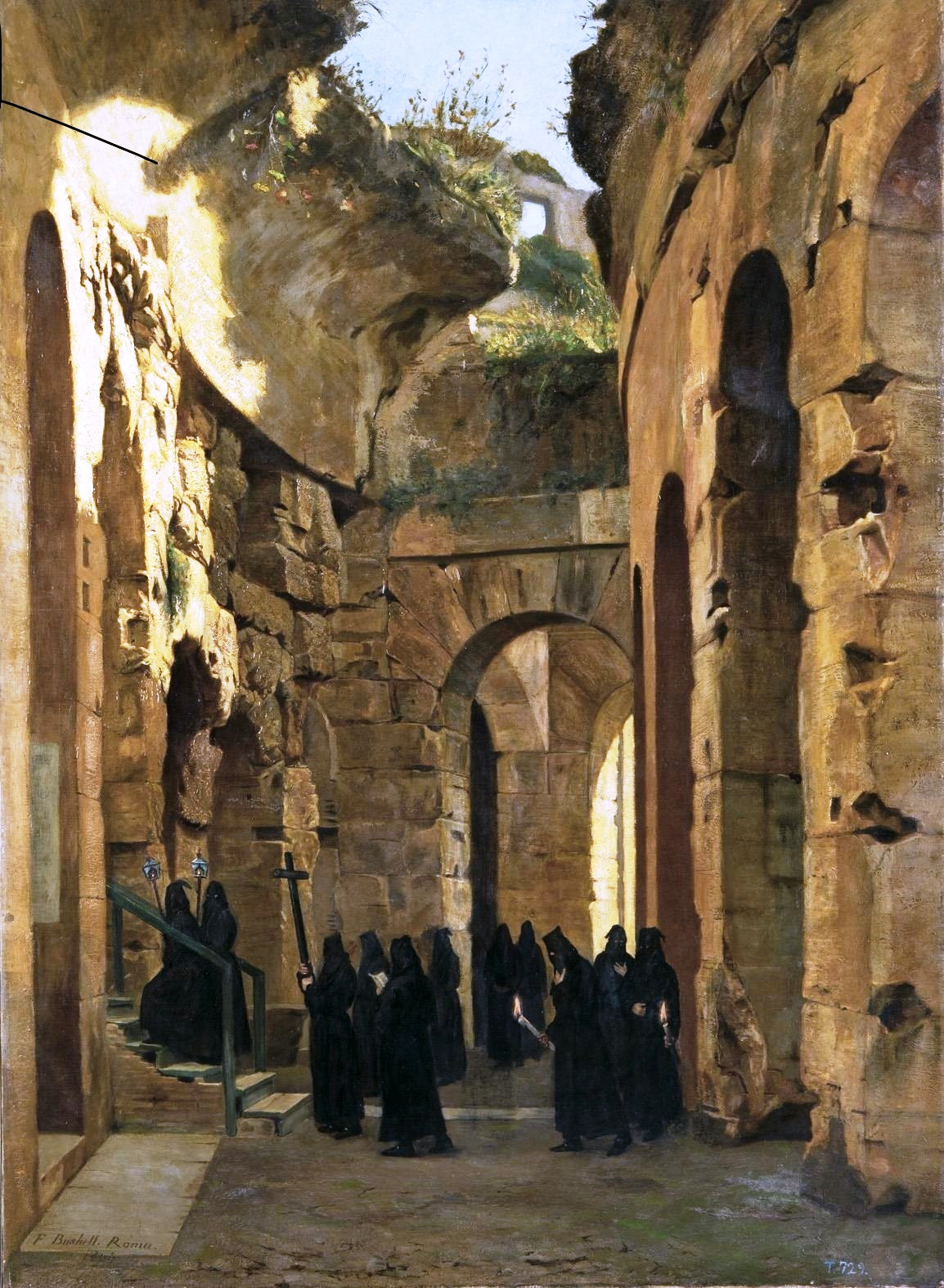
Procesión del Viernes Santo en el Coliseo de Roma, 1864. Óleo sobre lienzo, 120 x 88 cm, Alicante, Museo de Bellas Artes Gravina en depósito del Museo del Prado.

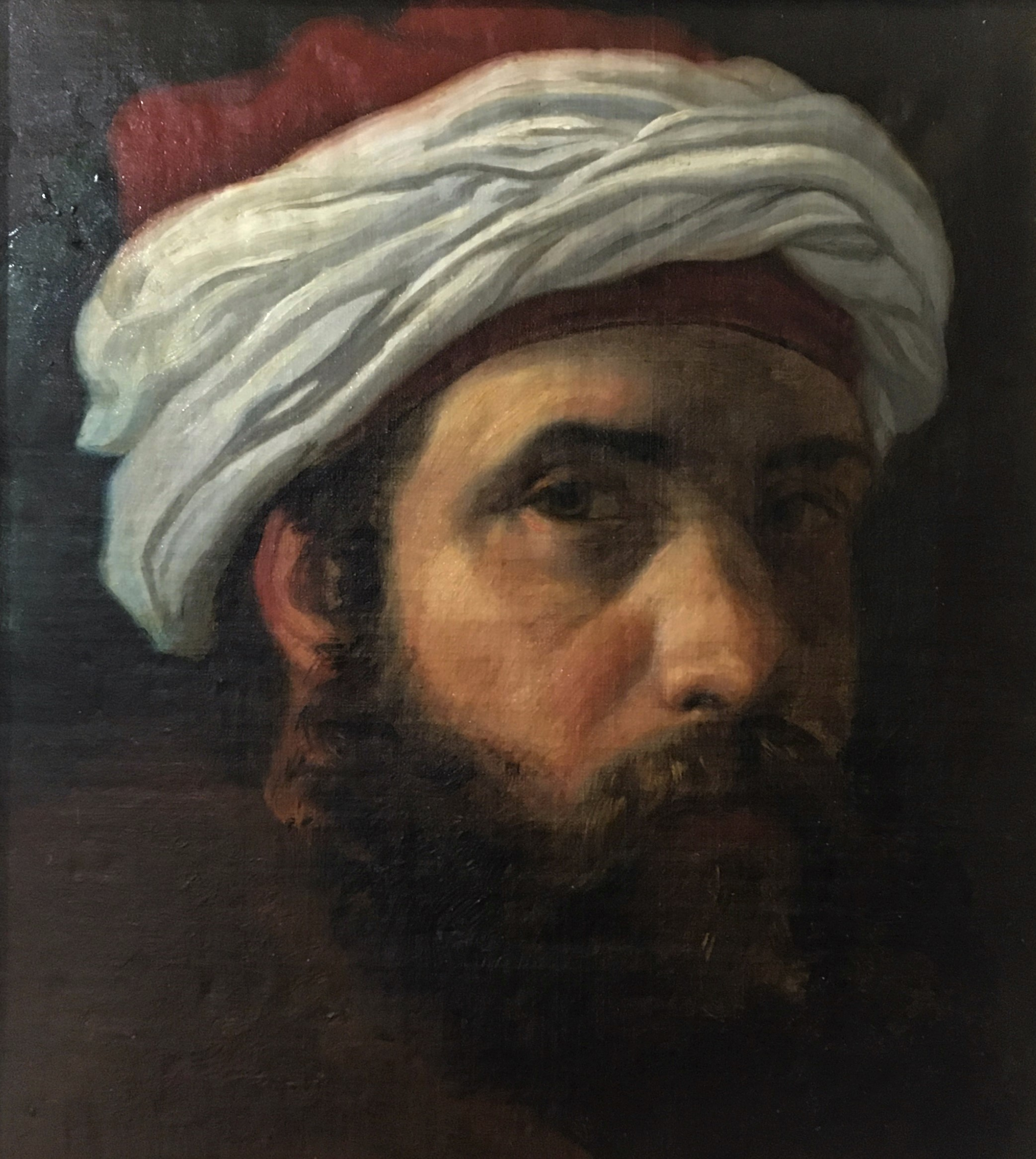
Autorretrato. Óleo sobre lienzo. Colección privada.

Francisco Bushell y Laussat (Alicante, 1 de enero de 1836-24 de junio de 1901) fue un pintor español.

## Biografía
De madre francesa (Marie-Antoine Laussat) y padre centroeuropeo, nació en Alicante en 1836. Estudió en la Escuela de Bellas Artes de San Fernando de Madrid, donde tuvo por maestros a Federico de Madrazo y Carlos Luis de Ribera, y en 1861 viajó a París para completar su formación con Michel Dumas y Eugène Lepoittevin. Previamente, habiendo destacado en los estudios de dibujo y perspectiva, había obtenido ya en 1860 medalla de plata en la exposición provincial celebrada en Alicante, a la que presentó un total de once obras, entre paisajes y retratos, y mención honorífica en la Nacional de Bellas Artes por Los moros del Rif, con la que rendía tributo a la moda orientalista. En marzo de 1863 viajó a Roma gracias a la primera pensión para la ampliación de estudios otorgada por la Diputación Provincial de Alicante a un pintor y recorrió diversas ciudades italianas. En Sorrento coincidió con el francés Carolus-Duran, que lo retrató en 1864. Desde Italia envió periódicamente a España paisajes y perspectivas urbanas para cumplir con las obligaciones contraídas con la diputación alicantina (Atardecer en Florencia, 1864, Museo de Bellas Artes Gravina) o para su presentación en las exposiciones nacionales, como la Meditación y recuerdos de Sorrento (Nápoles), mención honorífica en la exposición de 1864, o Procesión del Viernes Santo en el Coliseo de Roma (Museo del Prado) por la que obtuvo tercera medalla en la de 1866. En esta última exposición también presentó una Vista de Elche, La torre de Ressemblanc de Elche, un Interior de la catedral de Orvieto y una vista del Claustro del convento de San Marcos de Florencia. 
Entre 1870 y 1880 expuso en Francia e Inglaterra e hizo frecuentes excursiones tomando apuntes del natural en sus cuadernos de dibujo. Fue, además, pintor de bodegones de flores y retratos. Dedicado a la docencia, fue catedrático de dibujo en la Escuela de Bellas Artes de La Coruña y de Lengua francesa en la Escuela de Comercio de Alicante.
Bushell se casó en Burdeos con Juana Monguilot y adquirió un terreno en el Campo de Elche, en la zona de Torrellano. Allí estableció su estudio y pintó varios paisajes y vistas de Elche, como las anteriormente citadas. Fue condecorado con la Cruz de la Orden de Carlos III y desde 1888 fue diputado provincial del distrito de Cocentaina-Pego. 
Murió en la casa que tenía en la calle Jorge Juan de Alicante el 24 de junio de 1901. Fue hermano del político y comerciante Enrique Bushell y Laussat.